# جسی سرگنت
جسی سرگنت (انگلیسی: Jesse Sergent؛ زادهٔ ۸ ژوئیهٔ ۱۹۸۸) دوچرخه‌سوار اهل نیوزیلند است.
از باشگاه‌هایی که در آن بازی کرده‌است می‌توان به آژ۲آر لا موندیال، تیم ریدیوشک، و تیم ترک-سگافردو اشاره کرد.
وی در مسابقات کشوری و بین‌المللی در مجموع برندهٔ ۴ مدال نقره، ۴ مدال برنز شده‌است.